# فيربوري
فيربوري (إلينوي) (بالإنجليزية: Fairbury, Illinois)‏ هي مدينة تقع في الولايات المتحدة في إلينوي. يقدر عدد سكانها بـ 3,968 نسمة .

## التركيبة السكانية
حدّد مكتب تعداد الولايات المتحدة بيانات التركيبة السكانية لفيربوري في تعداد الولايات المتحدة. في ما يلي، التركيبة السكانية حسب تعدادي 2000 و2010.

### تعداد عام 2000
بلغ عدد سكان فيربوري 3,968 نسمة بحسب تعداد عام 2000، وبلغ عدد الأسر 1,544 أسرة وعدد العائلات 1,053 عائلة مقيمة في المدينة. في حين سجلت الكثافة السكانية 842.5 نسمة لكل كيلومتر مربع (2,182.1/ميل2). وبلغ عدد الوحدات السكنية 1,623 وحدة بمتوسط كثافة قدره 344.6 لكل كيلومتر مربع (892.5/ميل2).
وتوزع التركيب العرقي للمدينة بنسبة 96.80% من البيض و0.40% من الأمريكيين الأفارقة و0.05% من الأمريكيين الأصليين و0.45% من الأمريكيين ذوي الأصول الآسيوية و1.66% من الأعراق الأخرى و0.63% من عرقين مختلطين أو أكثر و2.60% من الهسبانيون أو اللاتينيون من أي عرق.
بلغ عدد الأسر 1,544 أسرة كانت نسبة 35.8% منها لديها أطفال تحت سن الثامنة عشر تعيش معهم، وبلغت نسبة الأزواج القاطنين مع بعضهم البعض 56.5% من أصل المجموع الكلي للأسر، ونسبة 8.4% من الأسر كان لديها معيلات من الإناث دون وجود شريك،  بينما كانت نسبة 3.4% من الأسر لديها معيلون من الذكور دون وجود شريكة وكانت نسبة 31.8% من غير العائلات. تألفت نسبة 28.2% من أصل جميع الأسر من عدة أفراد يعيشون في نفس المنزل ونسبة 15.2% كانت تتألف من شخص يعيش بمفرده يبلغ من العمر 65 عاماً أو أكثر. وبلغ متوسط حجم الأسرة المعيشية 2.48، أما متوسط حجم العائلات فبلغ 3.05.
بلغ العمر الوسطي للسكان 38.9 عاماً. وكانت نسبة 27% من القاطنين تحت سن الثامنة عشر، وكانت نسبة 7.5% بين الثامنة عشر والرابعة والعشرين عاماً، ونسبة 25.4% كانت واقعةً في الفئة العمرية ما بين الخامسة والعشرين والرابعة والأربعين عاماً، ونسبة 19% كانت ما بين الخامسة والأربعين والرابعة والستين، ونسبة 17.7% كانت ضمن فئة الخامسة والستين عاماً فما فوق. يوجد لكل 100 أنثى 93.2 ذكر، ويوجد لكل 100 أنثى في الثامنة عشر من عمرها فما فوق 89.0 ذكر.
بلغ متوسط دخل الأسرة في المدينة 41,298 دولارًا، أما متوسط دخل العائلة فبلغ 51,117 دولارًا. وكان متوسط دخل الذكور 33,507 دولارًا مقابل 24,188 دولارًا للإناث. وسجل دخل الفرد الخاص بالمدينة 19,145 دولارًا. وكانت نسبة 3.3% من العائلات ونسبة 4.9% من السكان تحت خط الفقر، وكان من هؤلاء نسبة 3.5% تحت سن الثامنة عشر ونسبة 4.3% في الخامسة والستين من العمر وما فوق.

### تعداد عام 2010
بلغ عدد سكان فيربوري 3,757 نسمة بحسب تعداد عام 2010، وبلغ عدد الأسر 1,551 أسرة وعدد العائلات 1,021 عائلة مقيمة في المدينة. في حين سجلت الكثافة السكانية 797.7 نسمة لكل كيلومتر مربع (2,066.0/ميل2). وبلغ عدد الوحدات السكنية 1,627 وحدة بمتوسط كثافة قدره 345.4 لكل كيلومتر مربع (894.6/ميل2).
وتوزع التركيب العرقي للمدينة بنسبة 95.50% من البيض و0.67% من الأمريكيين الأفارقة و0.05% من الأمريكيين الأصليين و0.64% من الأمريكيين ذوي الأصول الآسيوية و0.03% من سكان جزر المحيط الهادئ و1.73% من الأعراق الأخرى و1.38% من عرقين مختلطين أو أكثر و3.46% من الهسبانيون أو اللاتينيون من أي عرق.
بلغ عدد الأسر 1,551 أسرة كانت نسبة 30.6% منها لديها أطفال تحت سن الثامنة عشر تعيش معهم، وبلغت نسبة الأزواج القاطنين مع بعضهم البعض 51.3% من أصل المجموع الكلي للأسر، ونسبة 10.3% من الأسر كان لديها معيلات من الإناث دون وجود شريك،  بينما كانت نسبة 4.2% من الأسر لديها معيلون من الذكور دون وجود شريكة وكانت نسبة 34.2% من غير العائلات. تألفت نسبة 30.1% من أصل جميع الأسر من عدة أفراد يعيشون في نفس المنزل ونسبة 16.2% كانت تتألف من شخص يعيش بمفرده يبلغ من العمر 65 عاماً أو أكثر. وبلغ متوسط حجم الأسرة المعيشية 2.38، أما متوسط حجم العائلات فبلغ 2.95.
بلغ العمر الوسطي للسكان 41.2 عاماً. وكانت نسبة 25.1% من القاطنين تحت سن الثامنة عشر، وكانت نسبة 6.9% بين الثامنة عشر والرابعة والعشرين عاماً، ونسبة 22.3% كانت واقعةً في الفئة العمرية ما بين الخامسة والعشرين والرابعة والأربعين عاماً، ونسبة 25.8% كانت ما بين الخامسة والأربعين والرابعة والستين، ونسبة 19.9% كانت ضمن فئة الخامسة والستين عاماً فما فوق. وتوزع التركيب الجنسي للسكان بنسبة 49% ذكور و51% إناث.